# Bernolph von Gemmingen
Bernolph von Gemmingen († 17. Dezember 1609) war hoher kurpfälzischer Hofbeamter und Grundherr in Bürg.

## Leben

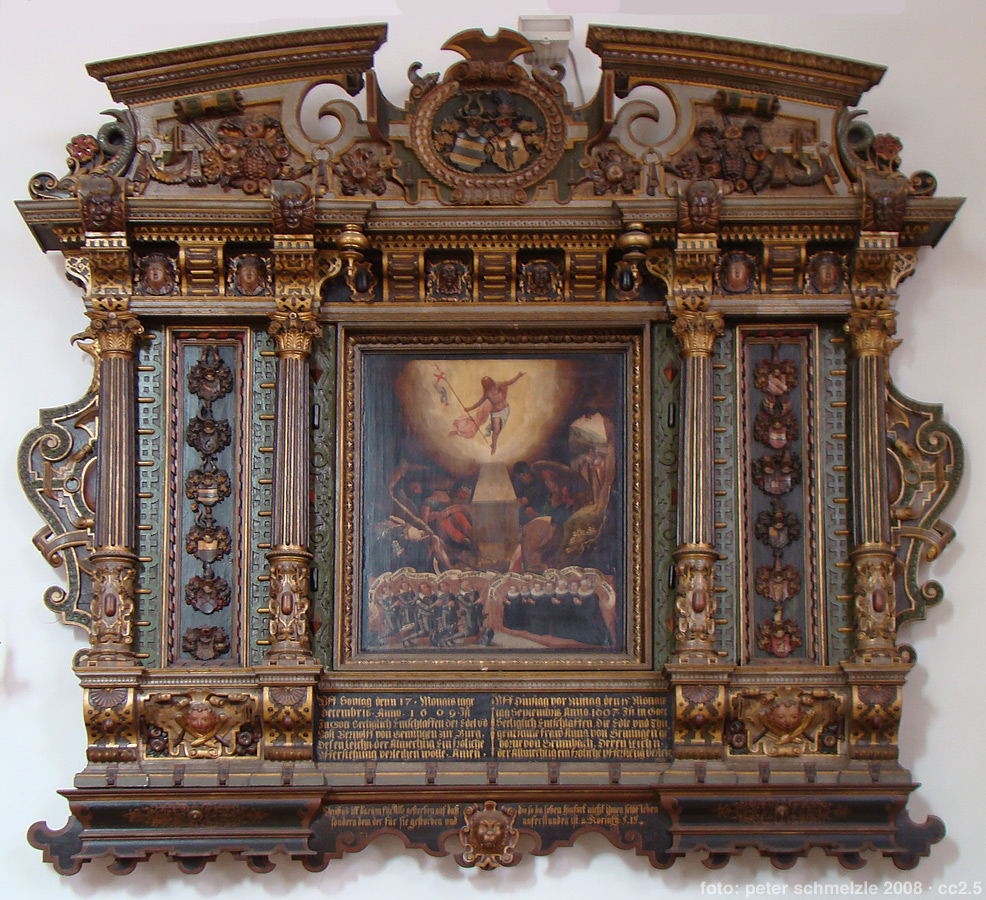
Epitaph für Bernolph von Gemmingen und seine Frau Anna von Grumbach in der Nikolauskirche in Neuenstadt am Kocher

Er war ein Sohn des Eberhard von Gemmingen (1527–1583) und der Maria Greck von Kochendorf († 1609). Er war in kurpfälzischem Hofdienst und zog mit Pfalzgraf Wolfgang 1559 nach Frankreich, blieb aber über den Tod des Herrschers hinaus mehrere Jahre dort. In Paris verkehrte er mit dem 1572 in der Bartholomäusnacht ermordeten Grafen Gaspard II. de Coligny.
1578 bildete er mit dem Boxberger Amtmann Johann Philipp von Helmstatt sowie mit Hans Philipp Landschad von Steinach und Hans Meinhard von Schomberg die pfälzische Gesandtschaft, die in Schweden den Ehevertrag zwischen dem späteren König Karl von Schweden und der pfälzischen Prinzessin Anna Maria aufsetzen sollte. Bei der Rückreise aus Stockholm brach nach Ablegen des Schiffs Feuer aus, dem die Gesandten nur mit dem nackten Leben entkamen. Lediglich Bernolph gelang es noch, eine Schlafmütze vom brennenden Schiff mitzunehmen. Er wurde vom schwedischen Prinzen Karl der Kleiderordnung des Ritterkantons Kraichgau entsprechend neu in rotem Samt eingekleidet. Auf der Heimreise nahm die Gesandtschaft außerdem ein entgegenkommendes Schiff wahr, von dem sie Stimmen zu vernehmen glaubte, die besagten, dass das Schiff den dicken Enderlin von Ketsch nach Island bringe, wo man die Hölle vermutete. Der Gastwirt Enderlin aus Ketsch war tatsächlich an jenem Tag verstorben, der Sage nach gilt er als „Fliegender Holländer der Pfalz“.
Bernolph von Gemmingen wurde mit seiner Gattin in Neuenstadt begraben, wo im Chor der Nikolauskirche das schmuckvolle Epitaph des Paars erhalten ist, das in der Mitteltafel die Verstorbenen mit ihrer großen Kinderschar unter einer Auferstehungsszene zeigt.

## Familie

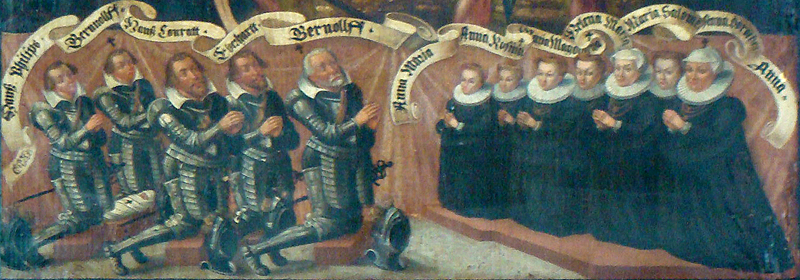
Detail vom Epitaph Bernolphs, auf dem er mit seiner Gattin Anna und den zehn Kindern abgebildet ist

Er heiratete am 11. April 1581 Anna von Grumbach († 1607). Seine Gattin gehörte zu den Allodialerben des Conrad von Vellberg († 1592), letzter seines Stammes, die 1595 ihre Erbschaft an die Reichsstadt Hall verkauften. Sie brachte ein Drittel von Maienfels mit in die Ehe. Das Paar hatte zehn Kinder, von denen jedoch einige noch im Kindesalter verstarben. Mehrere weitere Nachkommen starben im Pestjahr 1635, in dem auch drei Kinder des Sohnes Eberhard der Seuche erlagen. 
Unter den Söhnen Eberhard († 1635) und Hans Conrad († 1632) spaltete sich die Familienlinie durch Erbteilung 1629 in die nach ihren Besitztümern benannten Zweige Bürg-Presteneck und Widdern-Maienfels. Sohn Hans Philipp († 1635) war Kompanieführer im Dreißigjährigen Krieg und schuf über seine Hochzeit mit einer Ehrenberg-Tochter Anspruch auf eine Hälfte von Heinsheim, die jedoch schon wenige Jahre später aufgrund eines Erbschaftsstreits an die Herren von Helmstatt kam.
Nachkommen:
- Bernolff (1588–1591)
- Helena Maria († 1592)
- Anna Rosina († 1596)
- Maria Salome ⚭ Georg Jost von Fechenbach
- Anna Dorothea ⚭ Hans Hartmuth von Hutten zum Stolzenberg
- Maria Magdalena ⚭ Ludwig Christoph von Neipperg
- Anna Maria (1598–1635) ⚭ Hans Wolf von Gemmingen-Guttenberg (Sohn von Wolf Dietrich von Gemmingen)
- Hans Philipp († 1635) ⚭ Anna Margarethe von Ehrenberg
- Eberhard (1583/84–1635), Amtmann zu Würzburg ⚭ Maria Agatha v. Venningen, Zweig Bürg-Presteneck
- Hans Conrad (um 1584–1632) ⚭ Ursula Katharina von Grumbach († 1607), Sibylla Maria von Helmstatt (1686–1663), Zweig Widdern-Maienfels